# Rhodocoma
Rhodocoma là một chi thực vật có hoa trong họ Restionaceae.